# Wilhelm Wolfsohn

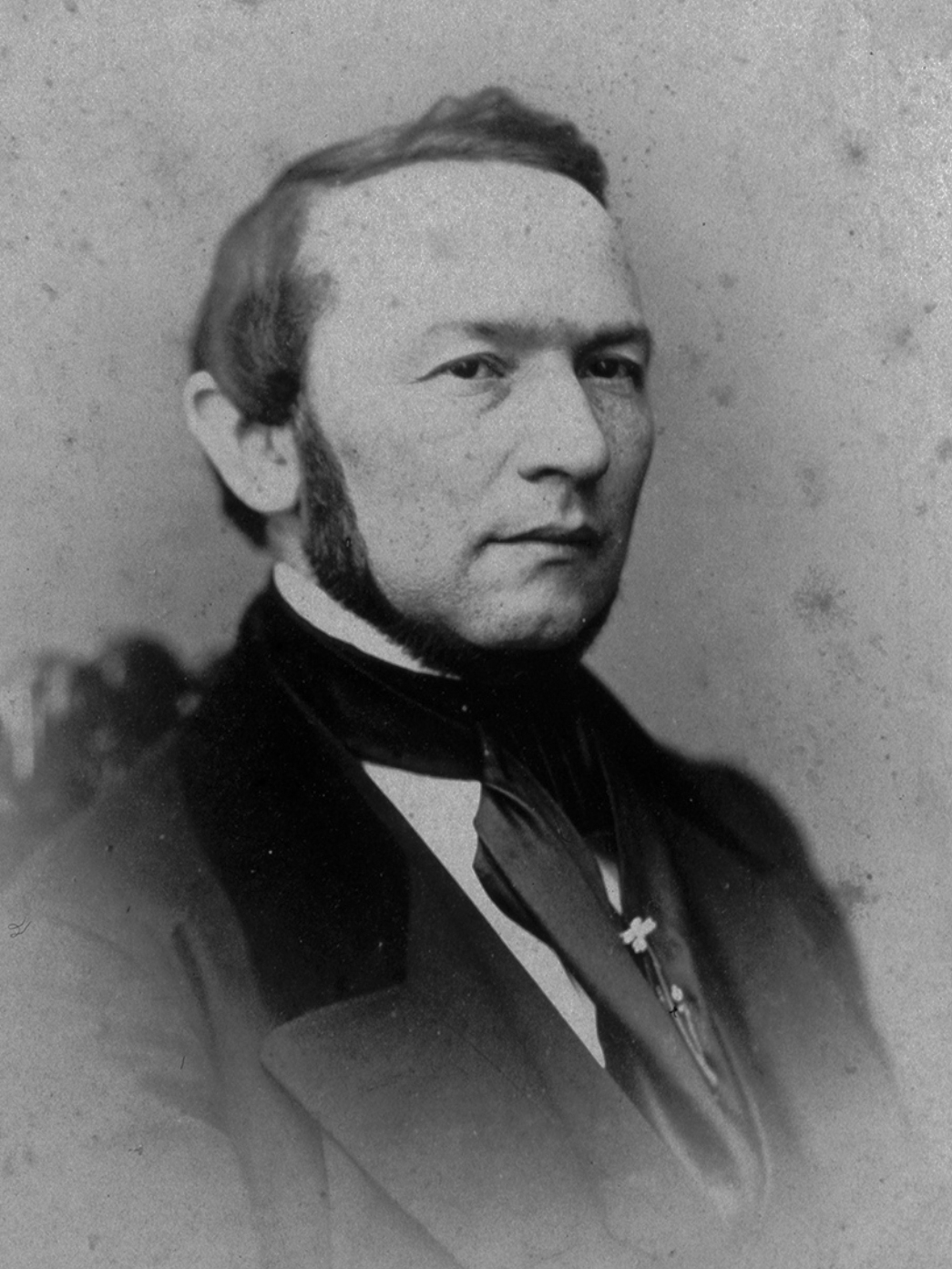
Wilhelm Wolfsohn (Hermann Krone, um 1855)

 Wilhelm Wolfsohn (Pseudonym: Carl Maien, geboren 20. Oktober 1820 in Odessa; gestorben 13. August 1865 in Dresden) war Journalist, Dramendichter, Übersetzer und Vermittler deutsch-russischer Literaturbeziehungen.

## Leben und Wirken

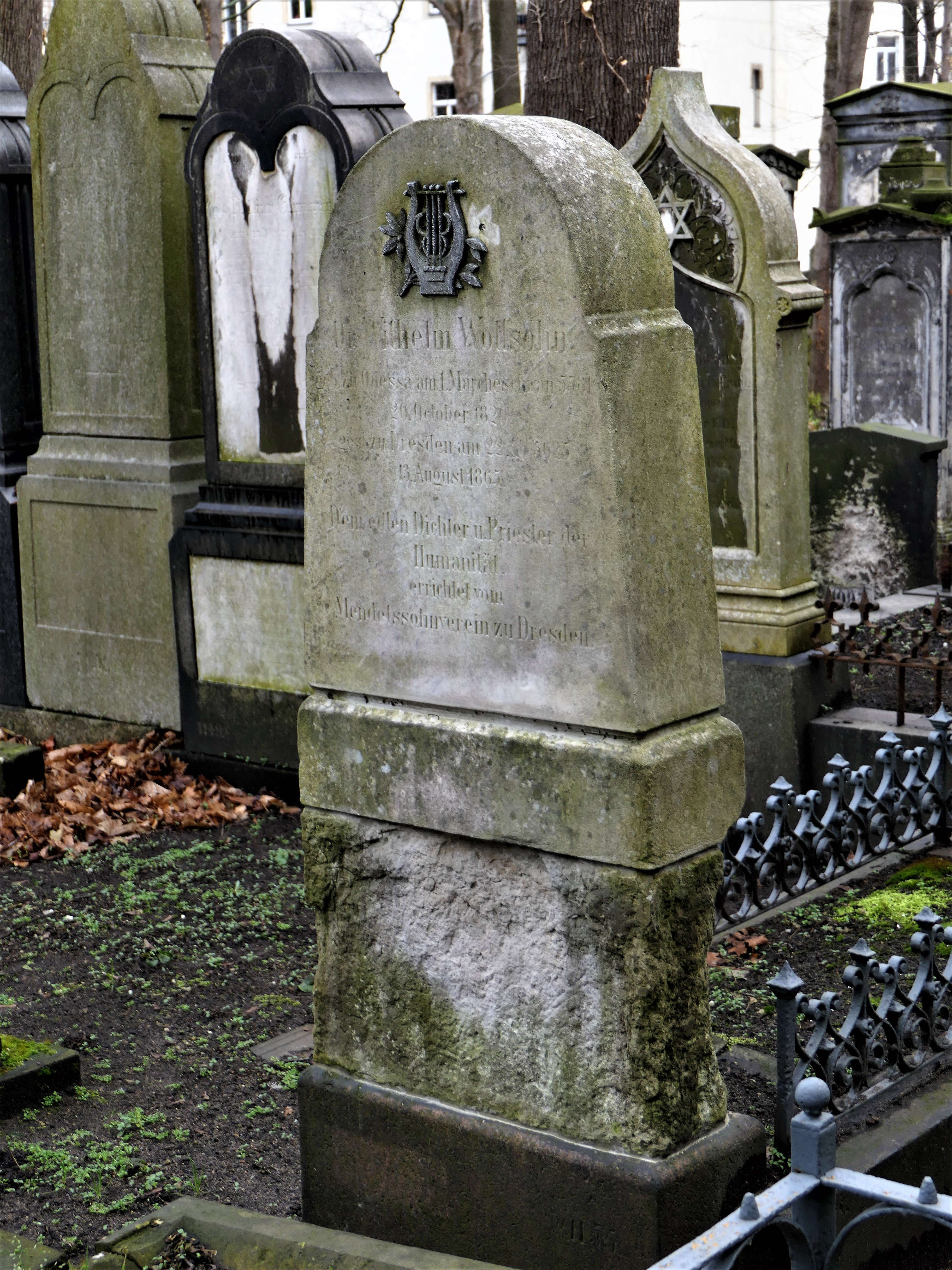
Grab von Wilhelm Wolfsohn

Wilhelm Wolfsohn wurde am 20. Oktober 1820 als Sohn einer verarmten, orthodoxen jüdischen Familie deutscher Herkunft in Odessa geboren. Er besuchte das örtliche jüdische Gymnasium und begann am 15. Dezember 1837 ein Medizinstudium in Leipzig.
Des Weiteren besuchte er auch Veranstaltungen in klassischer Philosophie, Philologie und Geschichte. Erste Aufsätze publizierte Wolfsohn in der Allgemeinen Zeitung des Judenthums. Von 1840 bis 1841 erschienen in den Sammelbänden Veilchen und Sternbilder Gedichte von Wolfsohn, allerdings unter seinem Pseudonym Carl Maien. Im Leipziger Herwegh-Klub lernte er 1841 Theodor Fontane kennen, mit dem er sich anfreundete und dessen früher Förderer er wurde. 1843 ging er nach Odessa, um Material für Übersetzungen aus dem Russischen zu erlangen. 1845 kehrte er nach Deutschland zurück und war seit 1852 in Dresden wohnhaft. In Dresden publizierte er als Dramendichter Werke wie Nur eine Seele (1855) und Die Osternacht (1857). Er war Mitbegründer der Deutschen Schillerstiftung in Dresden. Er war mit dem Schriftsteller Berthold Auerbach befreundet.
Er liegt auf dem Alten Jüdischen Friedhof in Dresden begraben.
Sein ältester Sohn Matthias Wilhelm Wolfsohn, der das Pseudonym Wilhelm Wolters verwendete, war Schriftsteller und Herausgeber des Briefwechsels zwischen Wilhelm Wolfsohn und Theodor Fontane.

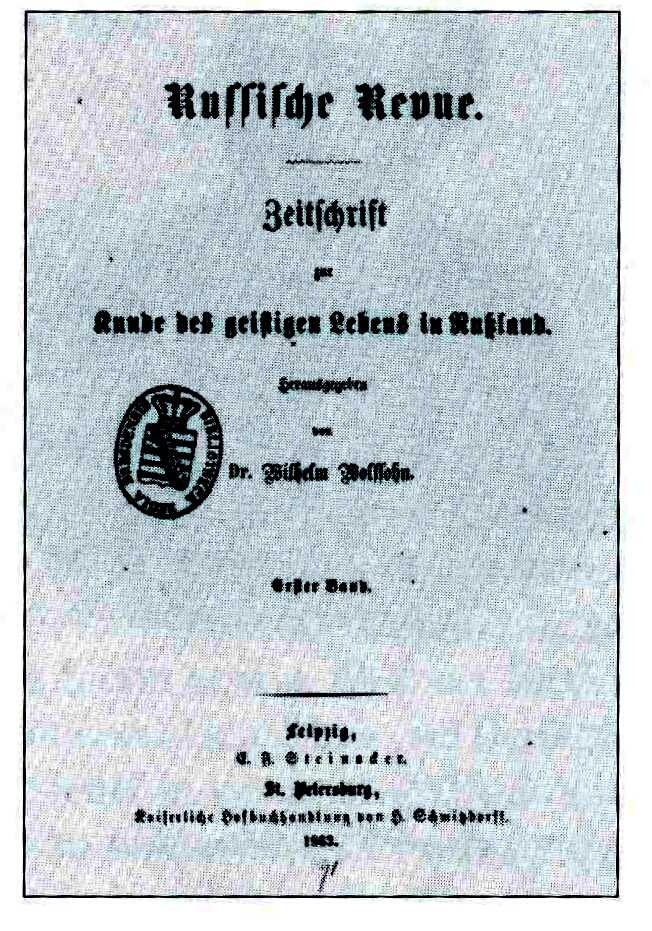
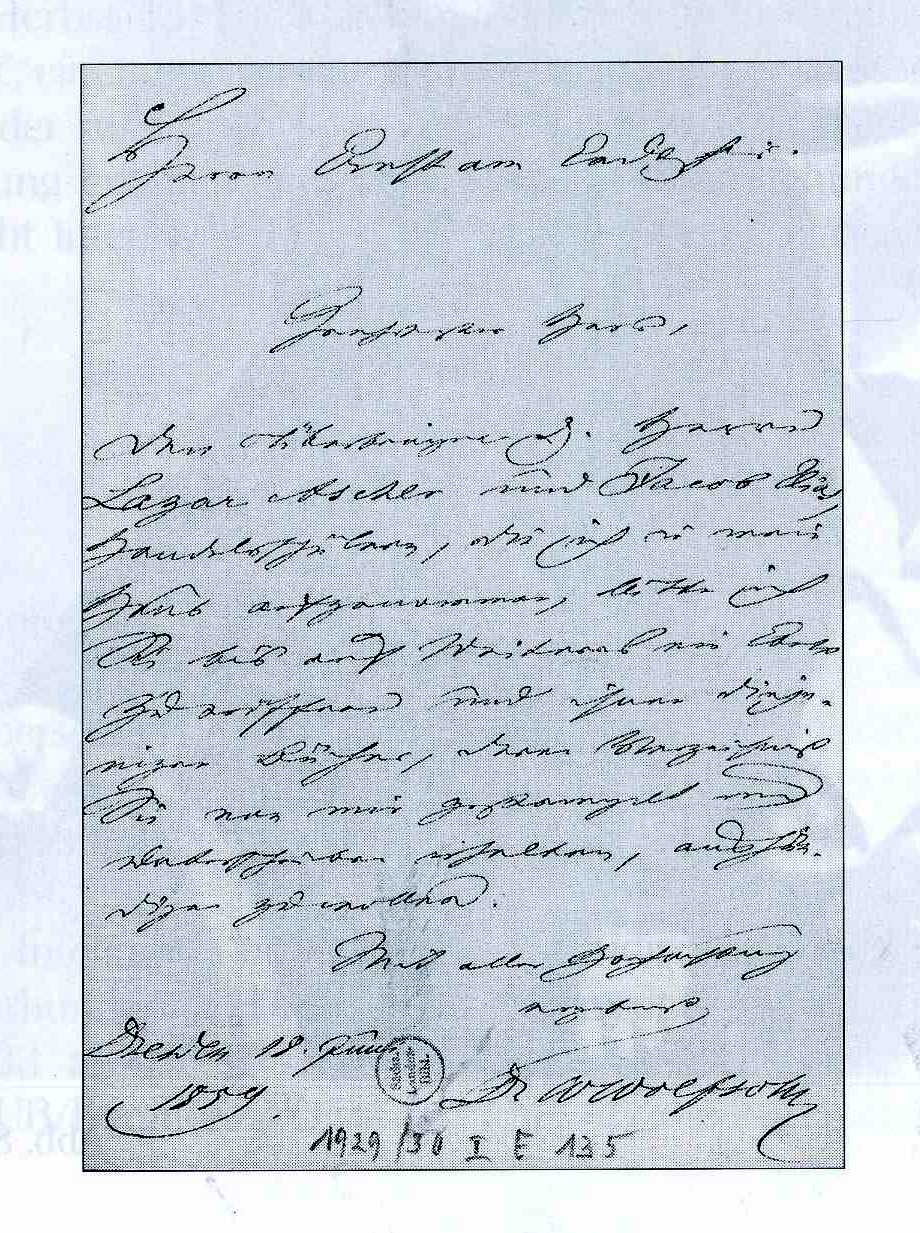
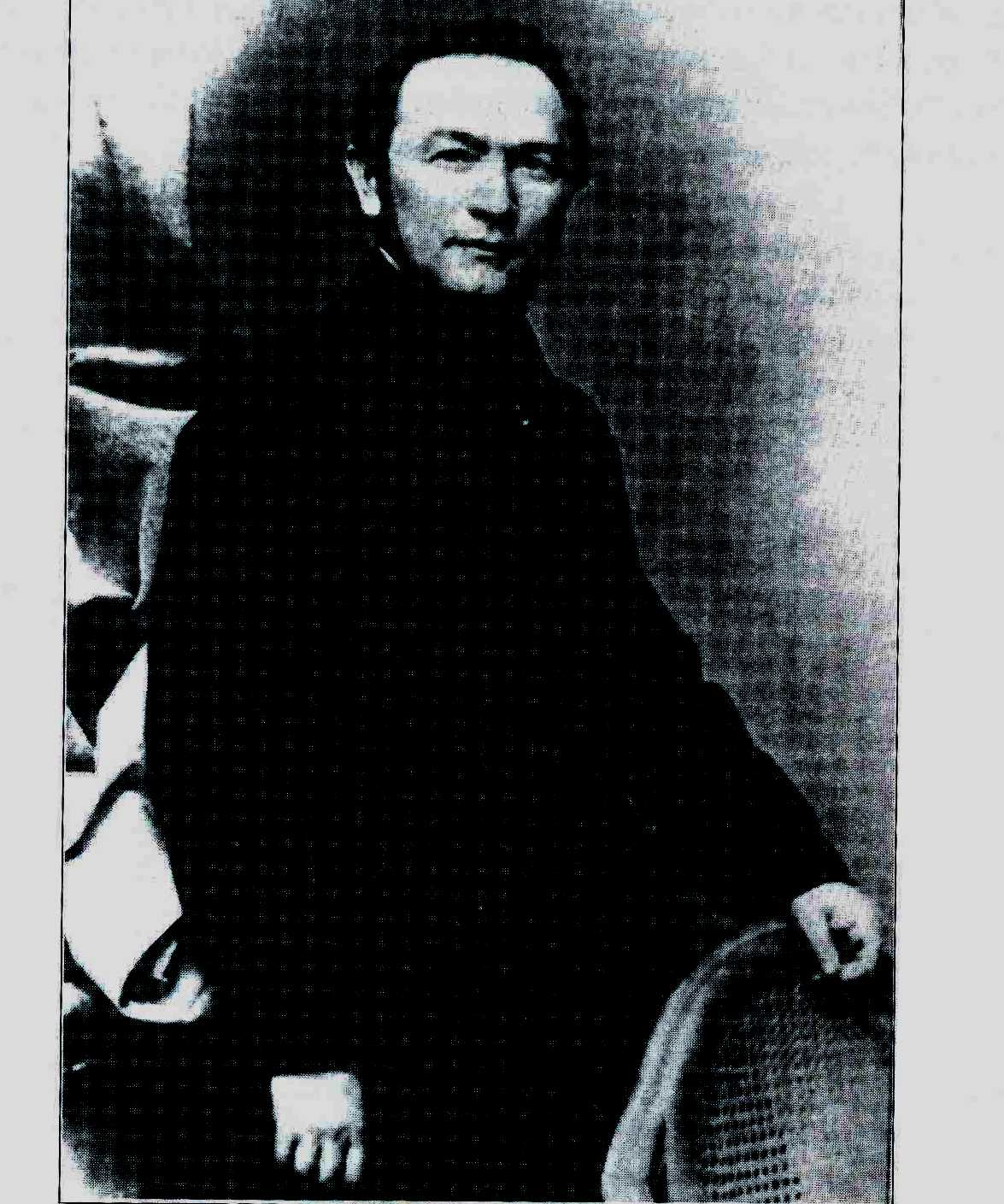

## Werke
- Ernst Richter [d. i. Wilhelm Wolfsohn]: Der Journalistenspiegel. Leipzig: Fort, 1839
- Carl Maien [d. i. Wilhelm Wolfsohn] u. Siegm[und] Frankenberg (Hrsg.): Jeschurun. Taschenbuch für Schilderungen u. Anklänge aus dem Leben der Juden. Leipzig: Fort 1841
- Wilhelm Wolfsohn: Rußlands Novellendichter. 3 Bde., F.A. Brockhaus, Leipzig 1848–1851
- Wilhelm Wolfsohn: Dramatische Werke. Bd. 1–3. Dresden: Kuntze 1857–1859

## Briefe
- Theodor Fontanes Briefwechsel mit Wilhelm Wolfsohn. Hrsg. von Christa Schultze. Berlin u. Weimar, 1988.